# 3707 Schröter
A 3707 Schröter (ideiglenes jelöléssel 1934 CC) a Naprendszer kisbolygóövében található aszteroida. Karl Wilhelm Reinmuth fedezte fel 1934. február 5-én.